# Leucauge splendens
Leucauge splendens là một loài nhện trong họ Tetragnathidae.
Loài này thuộc chi Leucauge. Leucauge splendens được miêu tả năm 1863 bởi Blackwall.